# Josef Maria z Fürstenberg-Stühlingenu
Josef Maria Benedikt z Fürstenberg-Stühlingenu (německy Joseph Maria Benedikt zu Fürstenberg-Stühlingen; 9. ledna 1758 Donaueschingen – 24. června 1796 Donaueschingen) byl sedmým vládnoucím knížetem z Fürstenbergu.

## Život
Josef Maria Benedikt pocházel z knížecího rodu Fürstenbergů. Narodil se jako syn knížete Josefa Wáclava z Fürstenberg-Stühlingenu (1728–1783) a jeho manželky Marie Josefy z Waldburg-Scheer-Trauchburgu (1731–1782). Studoval na univerzitě v Salcburku a na Rytířské akademii v Turíně.
Vlády se ujal v roce 1783 a okamžitě odboural mravní excesy, které se za jeho otce staly běžnými. Přísnou morálkou usměrňoval i životy svých poddaných.
Na rozdíl od většiny svých předků nezastával žádnou diplomatickou, právní ani vojenskou funkci.
Rodina naléhala na Josefa Mariu, aby se oženil a rodina měla pokračování. Dne 15. listopadu 1772 byla uzavřena svatební smlouva, která měla spojit jeho životní pouť s princeznou Marií Terezií (1755–1810), dcerou knížete Alexandra Ferdinanda z Thurn-Taxisu (1704–1773). V dubnu 1776 však Marie Terezie přemluvila svého otce, aby zrušil dosud nezavršenou svatební smlouvu. Nakonec se v Hechingenu 15. ledna 1778 oženil s princeznou Marií Antonií z Hohenzollern-Hechingenu (10. 11. 1760 Hechingen – 25. 7. 1797 Donaueschingen, pohřbena v Donaueschingenu), dcerou knížete Josefa Bedřicha z Hohenzollern-Hechingenu (1717–1798) a jeho druhé manželky Marie Terezie z Waldburg zu Zeil und Wurzach (1732–1802). Manželství zůstalo bezdětné.

## Hudebník
Stejně jako jeho otec byl i Josef Maria milovníkem hudby – on sám je popisován jako „talentovaný hráč na klavír“ a jeho manželka jako „vynikající sopranistka“. Knížecí pár udržoval vztah navázaný Josefovým otcem s Leopoldem Mozartem a jeho synem Wolfgangem Amadeem. V roce 1784 byla dřívější jízdárna v Donaueschingenu přeměněna na dvorní divadlo s více než 500 místy, kde se hrály i Mozartovy opery.